# Дик, Томас
Томас Дик (англ. Thomas Dick; 24 ноября 1774, Данди — 29 июля 1857, Broughty Ferry, Форфаршир) — британский пресвитерианский проповедник, лектор и писатель, специализировавшийся главным образом на астрономической тематике. 

## Биография
Окончил Эдинбургский университет. В 1803 году стал пастором, но спустя два года был вынужден оставить служение из-за внебрачной связи со служанкой. Его ребенок от законной жены и ребенок от любовницы умерли вскоре после рождения, что Дик расценил как наказание Божье. После этого в поисках заработка Дик обратился к популяризации науки, интерпретируя научные достижения с христианской точки зрения. 

## Творчество
Дик опубликовал несколько трудов, пользовавшихся большим успехом, в которых пытался примирить науку и религию. Поддерживал небулярную гипотезу, хотя в то время она считалась связанной с атеизмом. Был убежден в том, что на других планетах существует жизнь. 

## Признание
Сочинения Дика оказали большое влияние на британское общество — так, Дэвид Ливингстон признавался, что миссионерской деятельностью решил заняться после прочтения трактата Дика «Философия будущей жизни» (1828).